# Bhakti yoga

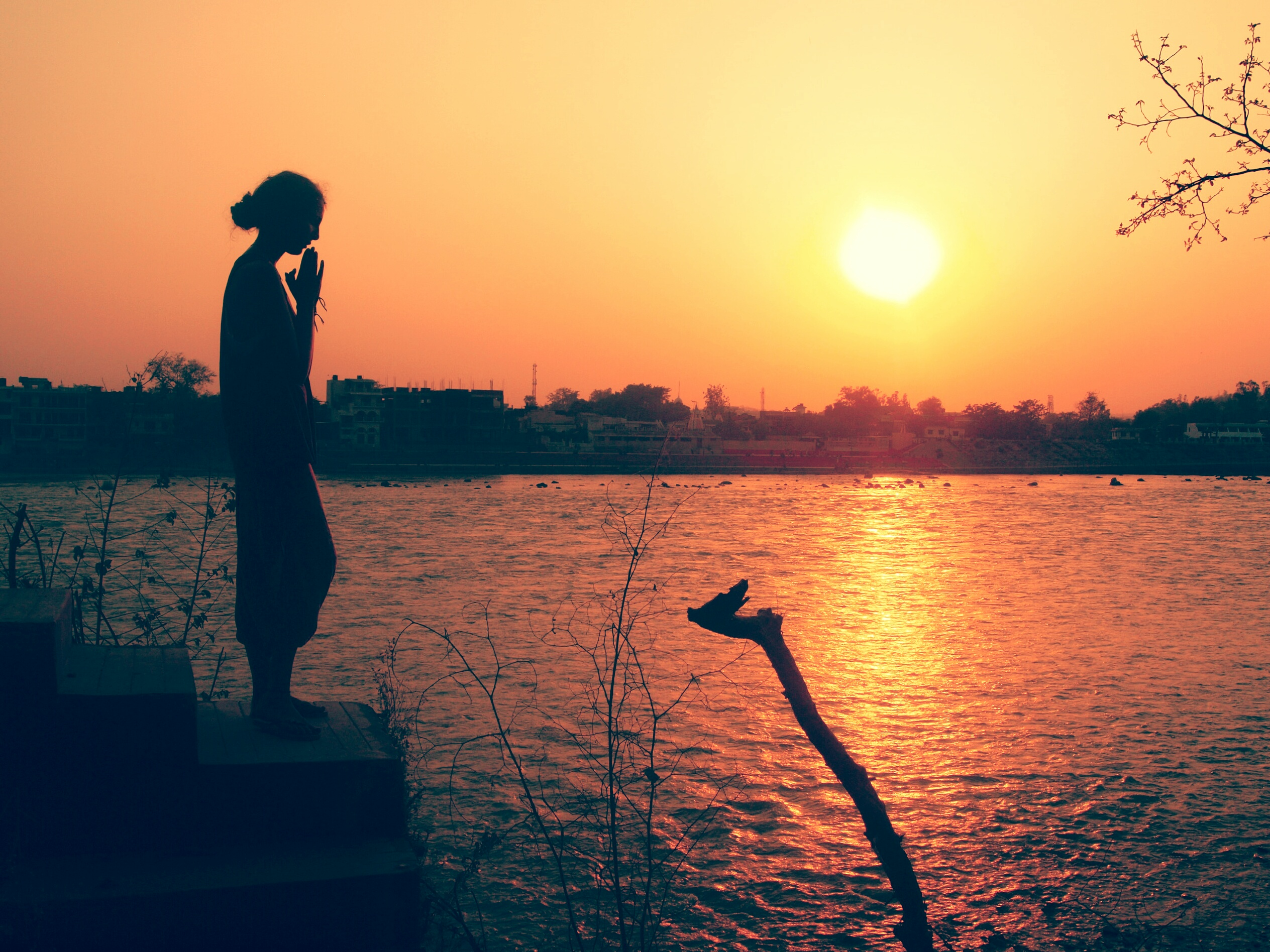
În hinduism, Bhakti yoga este o cale spirituală a devotamentului iubitor față de un zeu personal

Bhakti yoga (în sanscrită भक्ति योग), numită și Bhakti marga (în sanscrită भक्ति माति माग), literal calea lui Bhakti, este o cale spirituală sau o practică spirituală în cadrul hinduismului concentrată pe devotamentul iubitor față de orice zeu personal sau zeitate personală. Este una dintre cele trei căi clasice din hinduism care duc la Moksha, celelalte căi fiind Jnana yoga și Karma yoga.
Tradiția are rădăcini străvechi. Bhakti este menționată în Upanișade -Shvetashvatara Upanishad, unde înseamnă pur și simplu participare, devotament și dragoste pentru orice efort. Bhakti yoga ca una dintre cele trei căi spirituale pentru mântuire este discutată în profunzime de Bhagavad Gita.
Zeul personal variază în funcție de devotat.  Poate include un zeu sau o zeiță precum Ganesha, Krishna, Radha, Rama, Sita, Vișnu, Shiva, Shakti, Lakshmi, Saraswati, Parvati, Durga și Surya, printre altele.
Bhakti marga care implică aceste zeități a crescut odată cu Mișcarea Bhakti, începând cu mijlocul mileniului I d.Hr., din Tamil Nadu din sudul Indiei. Mișcarea a fost condusă de Saiva Nayanars și Vaisnava Alvars. Ideile și practicile lor au inspirat poezie bhakti și devotament în întreaga Indie în secolele XII-XVIII d.Hr. Bhakti marga este o parte a practicii religioase în Vaishnavism, Shaivism și Shaktism.
Devotamentul poate fi, de asemenea, impersonal, așa cum se discută în cartea Calea iubirii divine a lui Narada scrisă de Swami Prabhavananda.

## Filosofia
Cuvântul sanscrit bhakti este derivat din rădăcina bhaj, care înseamnă „împarte, împărtășește, ia parte, participă, îi aparține”. Cuvântul înseamnă, de asemenea, „atașament, devotament față de, plăcere pentru, omagiu, credință sau iubire, închinare, evlavie față de ceva ca principiu spiritual, religios sau mijloc de mântuire”.
Termenul yoga înseamnă literal „unire, jug”, și în acest context semnifică o cale sau practică pentru „mântuire, eliberare”. Yoga la care se face referire aici este „unirea” propriului Atman (adevăratul sine) cu conceptul de Brahman (adevărată realitate).
Potrivit lui Samrat Kumar, bhakti yoga este o tradiție indiană a „misticismului iubirii divine”, o cale spirituală „sinonimă pentru o înțelegere intimă a unității și armoniei individului etern cu Divinul (Ființa universală) și cu toate creaturile, o încântare constantă”.  Potrivit Yoga Journal, David Frawley scrie în cartea sa că bhakti yoga „constă în concentrarea minții, emoțiilor și simțurilor cuiva asupra Divinului”.